# Revista Municipal
A Revista Municipal foi publicada pela Câmara Municipal de Lisboa entre 1939 e 1973, como forma de  “completar o sistema de divulgação da vida municipal”,  percebendo-se ao longo da sua existência os seus fins claramente propagandistas e de enaltecimento do regime. Conta com uma extensa lista de colaboradores, entre os quais destacam os nomes de: Maria Archer, Raul Lino, Rocha Martins, Eduardo de Noronha, Duarte Pacheco, Joaquim Paço d'Arcos, Hipólito Raposo, Reynaldo dos Santos, Augusto Vieira da Silva, Alberto de Sousa Costa, Norberto de Araújo, Joaquim Leitão, Gustavo de Matos Sequeira, Marcelo Caetano, Francisco Keil do Amaral e José Augusto França. Após a sua conclusão, a Revista Municipal é continuada pela Lisboa: Revista Municipal, publicada entre 1979 e 1988.